# Fran Rico
Francisco Manuel Rico Castro, noto semplicemente come Fran Rico (Portonovo, 3 agosto 1987), è un allenatore di calcio ed ex calciatore spagnolo, di ruolo centrocampista, tecnico in seconda dell'Olympiacos.

## Palmarès

### Club

#### Competizioni nazionali
- Segunda División B: 1

Pontevedra: 2006-2007 (Gruppo 1)